# 鳥取県道170号海田倉吉停車場線
鳥取県道170号海田倉吉停車場線（とっとりけんどう170ごう かいだくらよしていしゃじょうせん）は、鳥取県倉吉市を通る一般県道である。

## 概要
倉吉市海田東町から倉吉市大平町に至る。

### 路線データ
- 起点：倉吉市海田東町（海田東町交差点）
- 終点：倉吉市大平町（JR西日本山陰本線 倉吉駅北口、鳥取県道201号上井北条線上）

## 歴史
- 2002年（平成14年）11月29日 - 鳥取県第602号により認定[1]。区域は未決定らしいが詳細は不明。
- 2008年（平成20年）3月31日 - 鳥取県告示第209号により倉吉市海田東町・海田東町交差点 - 倉吉市上井（あげい）・JR西日本山陰本線 倉吉駅前広場間の供用開始[2]。

## 路線状況

### 重複区間
- 鳥取県道201号上井北条線（倉吉市大平町）

## 地理

### 通過する自治体
- 倉吉市

### 交差する道路
| 交差する道路                         | 交差する場所 | 交差する場所 |
| ------------------------------------ | ------------ | ------------ |
| 鳥取県道201号上井北条線 重複区間起点 | 大平町       |              |
| 鳥取県道201号上井北条線 重複区間終点 | 大平町       | 終点         |

### 沿線
- JR西日本山陰本線 倉吉駅